# Paulo Ramos
Paulo Ramos is een gemeente in de Braziliaanse deelstaat Maranhão. De gemeente telt 16.236 inwoners (schatting 2009).
De gemeente grenst aan Lago da Pedra, Vitorino Freire, Brejo de Areia, Marajá do Sena, Santa Luzia.